# Deke Slayton
Donald Kent Slayton (1 de marzo de 1924 - 13 de junio de 1993), más conocido como Deke Slayton, fue un piloto estadounidense en la Segunda Guerra Mundial y, más tarde, astronauta y director de la NASA.
Fue seleccionado en el primer grupo de astronautas que la NASA envió al espacio (Mercury Seven), pero debido a problemas cardiacos fue apartado en 1962 del programa Mercury. En 1963 fue nombrado Director de operaciones de vuelo de la NASA y fue el encargado de designar a los astronautas a las misiones tripuladas de la NASA en los programas Gemini y Apollo.
En 1975, con 51 años de edad, batió el récord de la persona de mayor edad en volar al espacio en la misión conjunta soviético-estadounidense Apollo-Soyuz, récord solo superado en 1998 por su compañero del grupo Mercury Seven, el astronauta y senador John Glenn.

## Biografía
Nació el 1 de marzo de 1924 en las cercanías de la ciudad de Sparta, Wisconsin. Hijo de Charles Sherman Slayton (1887-1972) y Victoria Adelia Slayton (de soltera Larson; 1895-1970). Era de ascendencia inglesa y noruega. Asistió a una escuela primaria de dos aulas en León, y se graduó de la Escuela Secundaria Sparta en 1942, donde boxeó, tocó el trombón, y fue activo en los Futuros Agricultores de América (FFA).

## Trayectoria
Inicialmente deseaba alistarse en la Marina de los EE. UU., pero se incorporó a las Fuerzas Aéreas del Ejército de los EE. UU. cuando éstas empezaron a aceptar graduados de secundaria para volar.
Tras su graduación, Slayton se trasladó a San Antonio, Texas, e ingresó en el Programa de Entrenamiento de Cadetes de Aviación. Combatió como piloto de bombarderos en Europa y Japón a lo largo de la Segunda Guerra Mundial.
Después de la guerra, Slayton trabajó como instructor de B-25 en Albany, Georgia, y Boca Ratón, Florida, y se separó del Ejército en noviembre de 1946 y, en 1949, se graduó en Ingeniería Aeronáutica por la Universidad de Minesota,y aceptó un puesto de ingeniero en la Boeing Aircraft Corporation de Seattle (Washington).Durante su estancia en Boeing, trabajó en el B-52 Stratofortress y en el KC-97 Stratofreighter.
Más tarde se convirtió en piloto de pruebas. Entre los varios cazas que probó en esa época fue decisiva su participación en el examen del F-105, principal caza estadounidense utilizado por las Fuerzas Aéreas Estadounidenses en la guerra de Vietnam.
En 1952 fue destinado como inspector de mantenimiento al Cuartel General de la Duodécima Fuerza Aérea en el aeródromo militar de Wiesbaden, Alemania Occidental.Mientras estaba destinado en Alemania, conoció a Marjorie Lunney y se casó con ella el 18 de mayo de 1955.

### NASA
En 1959, tras un estricto proceso de selección, Slayton fue seleccionado por la NASA junto a otros seis astronautas, para integrar el primer grupo de estadounidenses que irían al espacio bajo el proyecto Mercury (los siete del Mercury, The Mercury Seven). Debido a un soplo del corazón, fue retirado de su misión en 1962, en la que hubiese sido el segundo estadounidense en estar en órbita y el cuarto en viajar al espacio. Deke Slayton fue el único miembro del grupo de los siete del Mercury, que no fue al espacio en una misión Mercury.
En 1963, retirado de las Fuerzas Aéreas, empezó a trabajar en la NASA en calidad de civil, con la función de elegir las tripulaciones de los proyectos Gemini y Apollo, incluyendo la decisión de que Neil Armstrong sería el primer hombre en pisar la Luna.
En julio de 1975 hizo su primer y único viaje al espacio en la decisiva misión conjunta estadounidense-soviética Apollo-Soyuz. Esta misión fue importante, ya que simbolizaba el fin de la carrera espacial entre USA y la URSS comenzada en 1957 y que había durado casi dos décadas.
Slayton se retiró de la NASA en 1980, pero continuó desempeñando funciones de asesoramiento, jubilándose definitivamente en 1982 y murió en 1993 debido a un tumor cerebral que le había sido diagnosticado un año antes.

## Premios y reconocimientos
Durante y después de su carrera, Slayton recibió numerosos premios de diferentes organizaciones. Recibió el Premio James H. Doolittle de la Sociedad de Pilotos de Pruebas Experimentales (SETP) en 1972 y el Premio Iven C. Kincheloe de la SETP. En 1975, recibió la Medalla de Oro del Instituto Nacional de Ciencias Sociales, la Medalla Richard Gottheil de Zeta Beta Tau y el Premio Wright Brothers International Manned Space Flight. En 1976, recibió el Premio Espacial Nacional de los Veteranos de Guerras Extranjeras, el Premio Corazón del Año de la Asociación Americana del Corazón, el Premio al Americano del Año del Distrito 35-R de la Asociación Internacional de Leones y el Premio a la Trayectoria de Vuelo de la AAS. En 1977, recibió la Mención Presidencial Especial de la AIAA, el Premio a los Logros Sobresalientes de la Universidad de Minnesota y el Premio al Funcionario del Año de la Houston Area Federal Business Association. Slayton, junto con Brand y Kubasov, ganó la Medalla de Oro Yuri Gagarin de la FAI en 1976[20]. Además, recibió el Trofeo Collier, el Premio General Billy Mitchell y el Premio Haley de Astronáutica de la AIAA en 1978. Slayton fue doctor honoris causa por el Carthage College en 1961 y doctor honoris causa en Ingeniería por la Universidad Tecnológica de Michigan en 1965.